# Brough Nunatak
Brough Nunatak är en nunatak i Antarktis. Den ligger i Östantarktis. Nya Zeeland gör anspråk på området. Toppen på Brough Nunatak är 172 meter över havet.
Terrängen runt Brough Nunatak är kuperad västerut, men österut är den platt. Terrängen runt Brough Nunatak sluttar österut. Trakten är obefolkad. Det finns inga samhällen i närheten. 